# Cystopteris utahensis
Cystopteris utahensis là một loài thực vật có mạch trong họ Woodsiaceae. Loài này được Windham & Haufler miêu tả khoa học đầu tiên năm 1991.